# Тимих, Пауль
Пауль Тимих (нем. Paul Thymich или Thiemich; 17 июня 1656, Гросенхайн — 1694, Лейпциг) — немецкий поэт.

## Биография
Обучался в лейпцигской школе Святого Фомы и в Лейпцигском университете. Тимих преподавал в школе св. Фомы с 1681 и до самой своей смерти. Он также зарабатывал средства к существованию как светский и церковный поэт, писал либретто для Лейпцигской оперы и герцогского двора в Вайсенфельсе.
Среди прочего он является автором текста «Komm, Jesu, komm» (Приди, Иисус, приди) для погребального мотета в честь скончавшегося 9 сентября 1684 года ректора школы св. Фомы Якоба Томазия (положен на музыку кантором хора Святого Фомы Иоганном Шелле). Текст Тимиха ориентируется на стих Евангелия от Иоанна 14:6 — «Я есмь путь и истина и жизнь; никто не приходит к Отцу, как только через Меня». Первая и последняя строфы были позднее использованы И.С.Бахом для одноимённого погребального мотета «Komm, Jesu, komm!».